# Санта Марија дела Верса
Санта Марија дела Верса (итал. Santa Maria della Versa) је насеље у Италији у округу Павија, региону Ломбардија.
Према процени из 2011. у насељу је живело 1534 становника. Насеље се налази на надморској висини од 198 м.

## Становништво
Према резултатима пописа становништва 2011. у општини је живело 2.476 становника.
| 1931. | 1936. | 1951. | 1961. | 1971. | 1981. | 1991. | 2001. | 2011. |
| ----- | ----- | ----- | ----- | ----- | ----- | ----- | ----- | ----- |
| 3.538 | 3.501 | 3.300 | 2.976 | 2.858 | 2.747 | 2.623 | 2.584 | 2.476 |